# Otto Sommerfeld
Otto Friedrich Rudolf Sommerfeld (* 27. Juli 1856; † 11. Februar 1920) war ein preußischer Generalmajor.
Sommerfeld schlug eine Militärkarriere in der Preußischen Armee ein, in dessen Verlauf er als Oberstleutnant beim Stab des 4. Magdeburgischen Infanterie-Regiments Nr. 67 tätig war und anlässlich des Ordensfestes im Januar 1910 mit dem Kronen-Orden III. Klasse ausgezeichnet wurde. Am 31. März 1911 beauftragte man ihn zunächst mit der Führung des 10. Lothringischen Infanterie-Regiments Nr. 174 und als Oberst war er ab dem 21. April 1911 Regimentskommandeur. Unter Beförderung zum Generalmajor wurde er am 22. April 1914 zu den Offizieren von der Armee versetzt und am 9. Mai 1914 zum Kommandeur der 82. Infanterie-Brigade in Colmar ernannt. Dieses Kommando behielt er über den Beginn des Ersten Weltkriegs und der Umbenennung seines Stabes am 2. April 1915 zur 229. Infanterie-Brigade. Am 3. Juli 1916 gab er Sommerfeld die Brigade ab, wurde zu den Offizieren von der Armee versetzt und am 12. Oktober 1916 in Genehmigung seines Abschiedsgesuches mit der gesetzlichen Pension zur Disposition gestellt. Nach seiner Verabschiedung erhielt er den Roten Adlerorden II. Klasse mit Eichenlaub und Schwertern.
Im Geheimen Staatsarchiv Preußischer Kulturbesitz sind Akten mit Laufzeit 1916–1917 zu seiner Person hinterlegt.